# Lauhanvuori Nationalpark
Lauhanvuori Nationalpark (finsk: Lauhanvuoren kansallispuisto) er en nationalpark i regionen sydlige Ostrobothnia i Finland, på grænsen mellem Kauhajoki og Isojoki . Denblev grundlagt i 1982 og dækker 53 km2.
Parken er karakteriseret af fyrreskov og sumpe.

## Natur

### Bjerget
Lauhanvuori-bjerget er et 231 meter højt morænebjerg og et af de højeste punkter i det vestlige Finland. Toppen har været skovdækket  og var en ø midt i Ancylus-søen 

### Flora og fauna
Toppen af Lauhanvuori er frodigere end dens omgivelser på grund af, at den ikke havde været under havet og dermed har bevaret sin løse jord og næringsstoffer. Bjergskråningerne er ufrugtbare.
Traner og tjurer kan høres i moserne om sommeren. Dalrype lever også i moserne. Parken har også et indhegnet område på en hektar, hvor der vokser djævelsbid, brun næbfrø, hirsestar, siv, fjeld bjørnebrod og mange sjældne mosser. Lauhanvuori er den sydligste habitat for fjeld bjørnebrod.